# Peter D. T. A. Elliott
Pour les articles homonymes, voir Elliott et Peter Elliott (homonymie).
Peter DTA Elliott (né en 1941) est un mathématicien américain, travaillant dans le domaine de la théorie des nombres. Il est l'un des deux mathématiciens qui donnent son nom à la conjecture d'Elliott-Halberstam.
Il obtient son doctorat en 1969, de l'université de Cambridge, sous la direction de Harold Davenport. Il enseigne à l'université du Colorado à Boulder.

## Livres
- Probabilistic Number Theory I - Mean Value Theorems, Spring-Verlag New York, 1979
- Probabilistic Number Theory II - Central Limit Theorems, Springer-Verlag New York, 1980
- Arithmetic Functions and Integer Products, Springer-Verlag New York, 1985
- Duality in Analytic Number Theory, Cambridge University Press, 1997
- Analytic and Elementary Number Theory - A Tribute to Mathematical Legend Paul Erdos, Krishnaswami Alladi, Andrew Granville, and G. Tenenbaum, Springer US, 1998